# Autorité environnementale
L'Autorité environnementale (Ae) (anciennement dénommée en France « autorité de l'État compétente en matière d'environnement » dans les textes réglementaires) est une entité indépendante, chargée de l'évaluation environnementale et récemment établie dans divers pays (dont la France et les autres États membres de l'Union européenne, mais également dans d'autres régions du monde, telles que l'Australie). En Europe, « la fonction d’autorité environnementale est réglementairement prévue pour être exercée dans tous les pays de l’Union européenne. Elle représente une composante essentielle du process d’information du public sur la prise en compte des impacts sur l’environnement et la santé des projets des territoires. En France, elle est organisée en 3 niveaux » :
1. « AE Ministre », au service du ministre chargé de l’environnement, c'est l'autorité environnementale pour les projets portés par les ministères autres que le sien (ou leurs établissements publics), elle est portée par le Commissariat général au développement durable (CGDD) ;
2. « Ae nationale », présidée par un Inspecteur général et constituée de membres de l’Inspection générale à l’environnement et au développement durable (IGEDD) et de membres associés, avec l’appui d’une équipe permanente ;
3. les vingt « missions régionales d’autorité environnementale » (ou « MRAe »), présidées par un Inspecteur général, constituées de membres de l’IGEDD et de membres associés ; appuyées par les pôles des DREAL chargés de l’évaluation environnementale, exerçant à ce titre sous l’autorité fonctionnelle des présidents de MRAe.

L'Ae n'est pas indépendante au sens juridique du terme, mais elle est indépendante des directions du ministère chargé de l'environnement. Elle émet des avis sur les plans, programmes et projets soumis à évaluation environnementale et décide, pour des plans, programmes et projets de moindre ampleur si ceux-ci doivent être soumis à une telle évaluation (« l'évaluation environnementale est une démarche itérative, à différentes étapes, de l'amont à l'aval d'un projet, d'un plan ou d'un programme. Elle vise à en identifier les impacts sur l'environnement, en vue d'au mieux, les éviter et a minima, de les réduire et les compenser »[réf. nécessaire]. Elle veille à la juste compensation du dommage environnemental. Elle peut aussi répondre à des « demandes de cadrage préalable » (demande encore rares en France : 8 en 2023).